# Джемез-Пуебло (Нью-Мексико)
Джемез-Пуебло (англ. Jemez Pueblo) — переписна місцевість (CDP) в США, в окрузі Сандовал штату Нью-Мексико. Населення — 1963 особи (2020).

## Географія
Джемез-Пуебло розташований за координатами 35°36′24″ пн. ш. 106°43′56″ зх. д. / 35.60667° пн. ш. 106.73222° зх. д. (35.606621, -106.732222).  За даними Бюро перепису населення США в 2010 році переписна місцевість мала площу 5,30 км², з яких 5,29 км² — суходіл та 0,01 км² — водойми.

## Демографія
Згідно з переписом 2010 року, у переписній місцевості мешкало 1788 осіб у 464 домогосподарствах у складі 385 родин. Густота населення становила 337 осіб/км².  Було 510 помешкань (96/км²).
Расовий склад населення:
| - 98,6 % — корінних американців - 0,4 % — білих - 0,1 % — чорних або афроамериканців |

До двох чи більше рас належало 0,4 %. Частка іспаномовних становила 1,3 % від усіх жителів.
За віковим діапазоном населення розподілялося таким чином: 28,8 % — особи молодші 18 років, 61,4 % — особи у віці 18—64 років, 9,8 % — особи у віці 65 років та старші. Медіана віку мешканця становила 31,9 року. На 100 осіб жіночої статі у переписній місцевості припадало 94,6 чоловіків;  на 100 жінок у віці від 18 років та старших — 89,7 чоловіків також старших 18 років.
Середній дохід на одне домашнє господарство  становив 53 245 доларів США (медіана — 46 042), а середній дохід на одну сім'ю — 53 401 долар (медіана — 46 042). Медіана доходів становила 31 912 долари для чоловіків та 32 054 долари для жінок. За межею бідності перебувало 26,1 % осіб, у тому числі 34,6 % дітей у віці до 18 років та 25,1 % осіб у віці 65 років та старших.
Цивільне працевлаштоване населення становило 695 осіб. Основні галузі зайнятості: освіта, охорона здоров'я та соціальна допомога — 32,8 %, публічна адміністрація — 15,4 %, мистецтво, розваги та відпочинок — 11,7 %, будівництво — 9,2 %.